# Allophylus roigii
Allophylus roigii är en kinesträdsväxtart som beskrevs av H. Lippold. Allophylus roigii ingår i släktet Allophylus och familjen kinesträdsväxter. Inga underarter finns listade i Catalogue of Life.